# Relazioni bilaterali tra Armenia e Iran
Le relazioni bilaterali tra Armenia e Iran si riferiscono ai rapporti politici, diplomatici, sociali, economici e culturali tra Iran e Armenia.
Nonostante le differenze religiose e ideologiche, i rapporti tra Armenia e la Repubblica Islamica dell'Iran rimangono cordiali; Armenia e Iran sono partner strategici nella regione.
I due paesi vicini condividono in larga misura una storia e una cultura simili e intrattengono relazioni da migliaia di anni, a partire dall'Impero dei Medi. Il territorio dell'attuale Armenia fece parte dell'Iran fino al 1828, quando fu ceduto con la forza alla vicina Russia imperiale in seguito alla guerra russo-persiana (1826-1828) e del conseguente Trattato di Turkmenchay. Non ci sono controversie di confine tra i due paesi e la minoranza armena cristiana in Iran, tra le comunità più grandi e più antiche del mondo, gode di riconoscimento ufficiale. Di particolare importanza è la cooperazione nel campo della sicurezza energetica che riduce la dipendenza dell'Armenia dalla Russia e può in futuro anche fornire gas iraniano all'Europa attraverso la Georgia e il Mar Nero.
Stepan Safarian, del Centro armeno per gli studi nazionali e internazionali, ha affermato: "Dato questo ambiente geopolitico, l'Armenia ha il diritto legittimo di cooperare con l'Iran per garantire la propria sicurezza [...]. Inoltre, l'Armenia ha un surplus energetico e il suo unico grande mercato di esportazione al momento è l'Iran [...] Quindi c'è anche molto interesse economico."
A causa della lunga storia intrecciata condivisa, e con gli armeni che hanno una presenza nativa nell'attuale Iran nord-occidentale per millenni, molte delle più antiche chiese e monasteri armeni si trovano in Iran, come il monastero di Santo Stefano e Monastero di San Taddeo, tra gli altri. Anche l'Armenia e l'Iran condividono ampi legami turistici e commerciali.

## Contesto

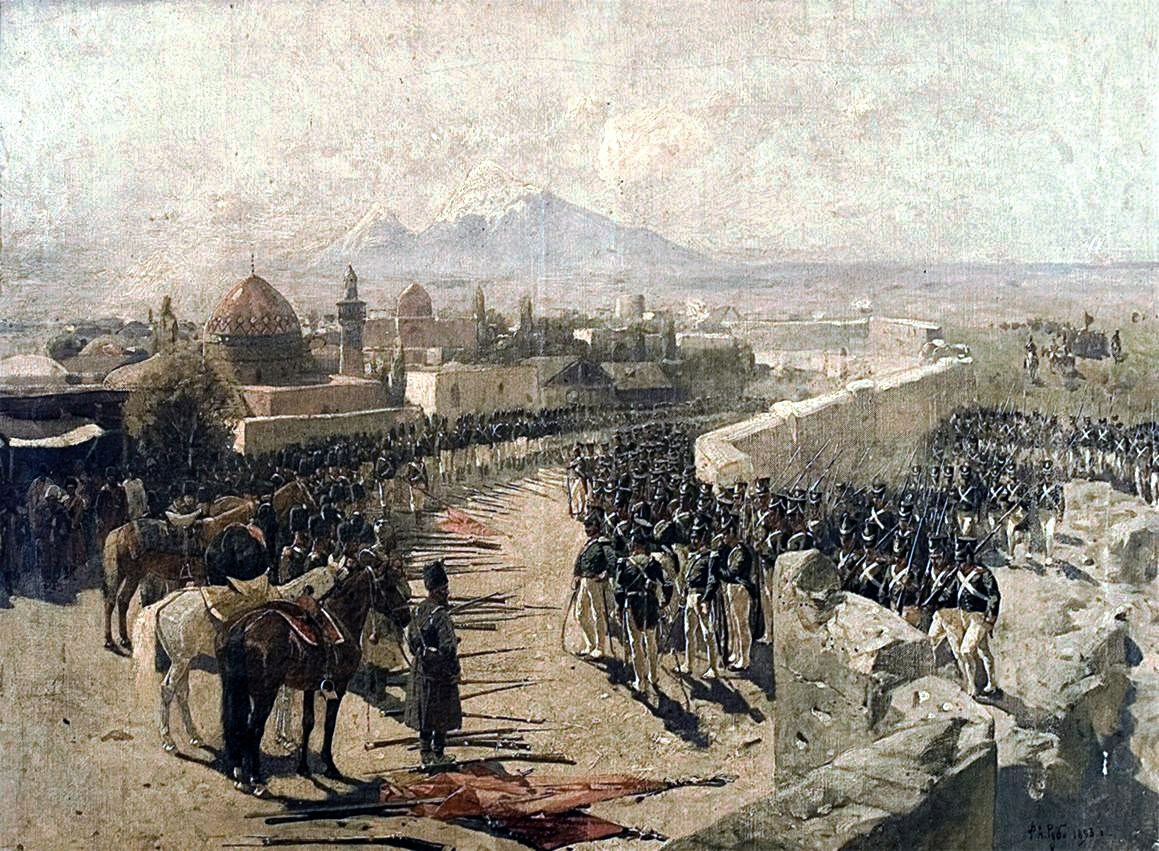
Dipinto della cattura di Erivan durante la guerra russo-persiana (1826-1828) da parte delle truppe russe. (Franz Roubaud)

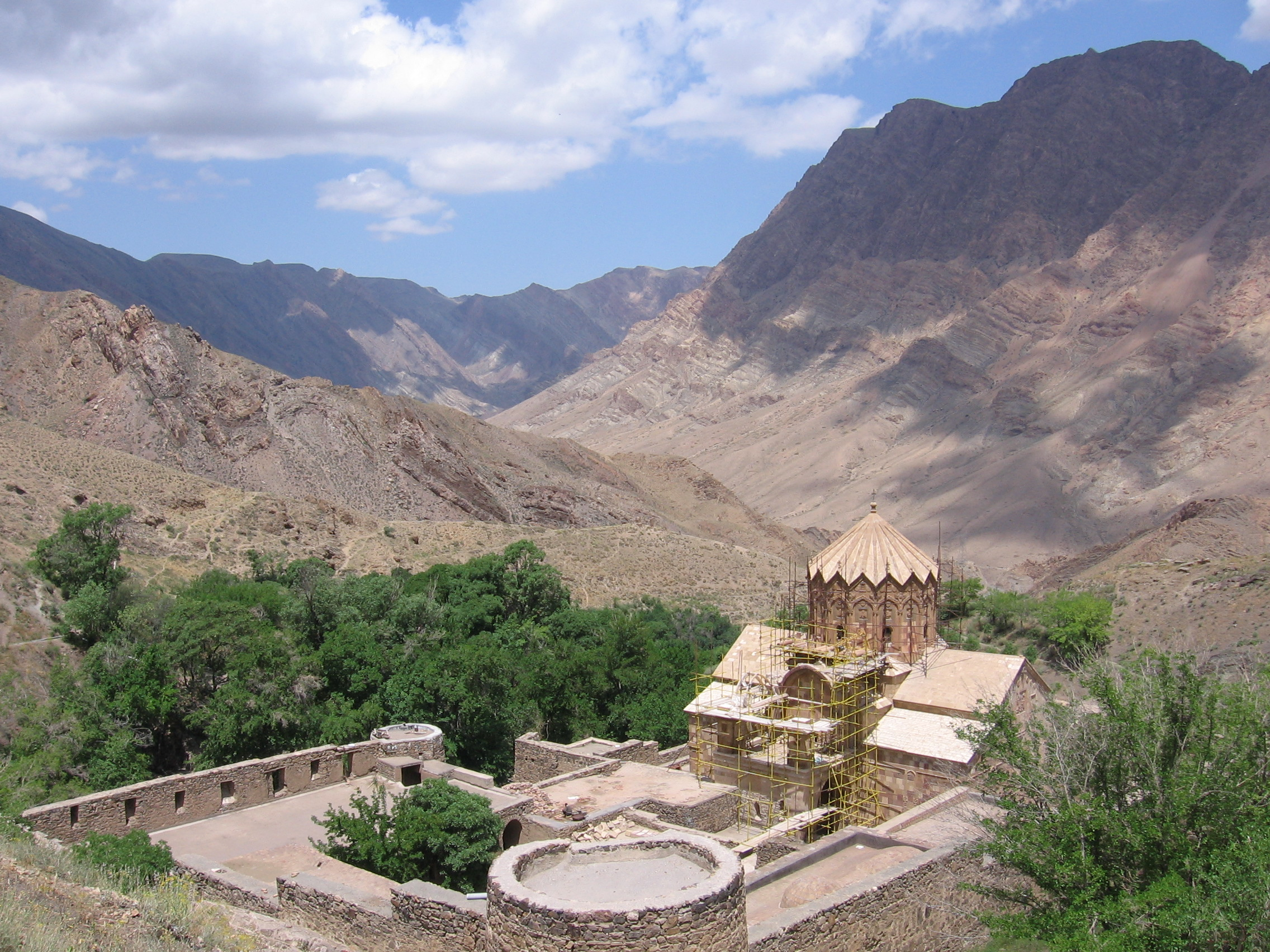
Il Monastero di Santo Stefano è un monastero armeno a circa 15 km a nord-ovest della città di Jolfa, nella provincia dell'Azarbaigian Orientale, nell'Iran nord-occidentale, situato in un profondo canyon lungo il fiume Aras. Sebbene costruita nel IX secolo, San Bartolomeo costruì una chiesa sullo stesso sito nel 62 d.C.

Iran e Armenia sono in stretto contatto da migliaia di anni. Dall'antichità c'è sempre stata molta interazione tra l'antica Armenia e la Persia (Iran ). Il popolo armeno è tra i gruppi etnici nativi dell'Iran nord-occidentale (noto come Azerbaigian iraniano), con millenni di storia nella regione. Le regioni storiche armene che oggigiorno includono l'Azerbaigian iraniano sono Nor Shirakan (Persarmenia), Vaspurakan e Paytakaran . Molte delle cappelle, dei monasteri e delle chiese armene più antiche del mondo si trovano all'interno di questa regione dell'Iran.
L'Armenia è stata conquistata dall'Impero persiano numerose volte nel corso della storia, in particolare dagli imperi mediano, achemenide, partico e sasanide e dalle dinastie safavidi, afsharidi e qajar. A causa dei grandi legami culturali e storici, l'Armenia è spesso considerata parte del Grande Iran. Armenia e Iran godono di legami culturali e storici che risalgono a migliaia di anni fa.
Sull'iscrizione Behistun del 515 a.C., Dario il Grande confermò indirettamente che Urartu e Armenia sono sinonimi quando descrive le sue conquiste. L'Armenia divenne un satrapia dell'Impero persiano per un lungo periodo di tempo. Indipendentemente da ciò, i rapporti tra armeni e persiani erano cordiali.
I legami culturali tra armeni e persiani possono essere fatti risalire ai tempi zoroastriani. Prima del III secolo d.C., nessun altro vicino aveva la stessa influenza sulla vita e la cultura armena come la Partia. Condividevano molte caratteristiche religiose e culturali e i matrimoni misti tra la nobiltà partica e armena erano comuni. Per altri dodici secoli, l'Armenia fu sotto il dominio diretto o indiretto dei persiani.
Quella che oggi è l'Armenia moderna è stata relativamente e recentemente separata dall'Iran dalla vittoria russa nella guerra russo-persiana (1826-1828). Tale sconfitta della prima metà del XIX secolo fece sì che l'Iran cedesse irrevocabilmente i suoi territori armeni (tra gli altri territori), che facevano parte del concetto di Iran per secoli, alla Russia imperiale come confermato nel Trattato di Turkmenchay del 1828. Dopo l'incorporazione da parte della Russia, l'Armenia rimase all'interno della sfera russa fino allo scioglimento dell'Unione Sovietica.

### Dalla guerra del Nagorno-Karabakh in poi (1992)
Nuovi sforzi di mediazione di pace sono stati avviati dal presidente iraniano, Akbar Hashemi Rafsanjani nella prima metà del 1992, dopo gli eventi di Khojaly e le dimissioni del presidente azero Ayaz Mutallibov. Conducendo una diplomazia della spola in Armenia e Azerbaigian per diverse settimane, i diplomatici iraniani sono stati in grado di portare il nuovo presidente dell'Azerbaigian Yaqub Mammadov e il presidente dell'Armenia Levon Ter-Petrosian a Teheran per colloqui bilaterali il 7 maggio 1992. La Dichiarazione di Teheran è stata firmato da Mammadov, Ter-Petrosian e Rafsanjani in seguito all'accordo delle parti alle norme legali internazionali, alla stabilità dei confini e alla gestione della crisi dei rifugiati. Tuttavia, gli sforzi di pace furono interrotti il giorno successivo quando le truppe armene conquistarono la città di Shusha e fallirono in seguito alla cattura della città di Lachin il 18 maggio.
Mentre l'Iran aveva cercato di mantenere la pace tra due paesi, la leadership azera ha accusato l'Iran per il suo tacito appoggio all'Armenia, provocando tensioni tra Azerbaigian e Iran e rafforzando i legami tra Armenia e Iran.
In seguito ai recenti eventi nel conflitto del Nagorno Karabakh, l'Iran e l'Armenia hanno tenuto la prima esercitazione militare congiunta di due giorni dal 9 aprile 2025 sul confine tra i due Paesi, con la partecipazione di unità delle forze speciali di entrambe le parti.

## Commercio
Particolarmente importante è la cooperazione nel campo della sicurezza energetica, poiché il gasdotto che porta il gas naturale iraniano in Armenia è stato completato molti anni fa. Inoltre, i due stati hanno anche implementato altri progetti energetici multimilionari,  che includono la costruzione di due centrali idroelettriche sul fiume Arax che segna il confine armeno-iraniano e una terza linea di trasmissione ad alta tensione che collega le loro reti elettriche e dighe.
Nel luglio 2007 è stato firmato un memorandum sull'avvio degli studi di fattibilità sull'idea di costruire una ferrovia armeno-iraniana e una raffineria di petrolio di proprietà russa che processerebbe il greggio iraniano.
L'ex presidente iraniano Mahmoud Ahmadinejad ha affermato che "La Repubblica Islamica dell'Iran accoglie e sostiene lo sviluppo di legami con l'Armenia in varie aree, in particolare nell'energia, nei trasporti, nello sport e nel turismo".
Le relazioni commerciali continuano ad essere forti, poiché il volume degli scambi tra i due paesi è aumentato a 200 dollari milioni nel 2009, e a 300 USD milioni entro il 2014.
Nel 2014, i ministri dell'energia iraniano e armeno hanno concordato la costruzione di una nuova linea di trasmissione di energia dall'Armenia all'Iran in linea con gli sforzi dei due paesi per rafforzare i legami energetici.
Nel giugno 2015, entrambe le nazioni hanno deciso di avviare la costruzione di una terza linea di trasmissione energetica. Una volta che il progetto sarà avviato, triplicherà quasi lo scambio di elettricità tra i due paesi vicini.

## Turismo

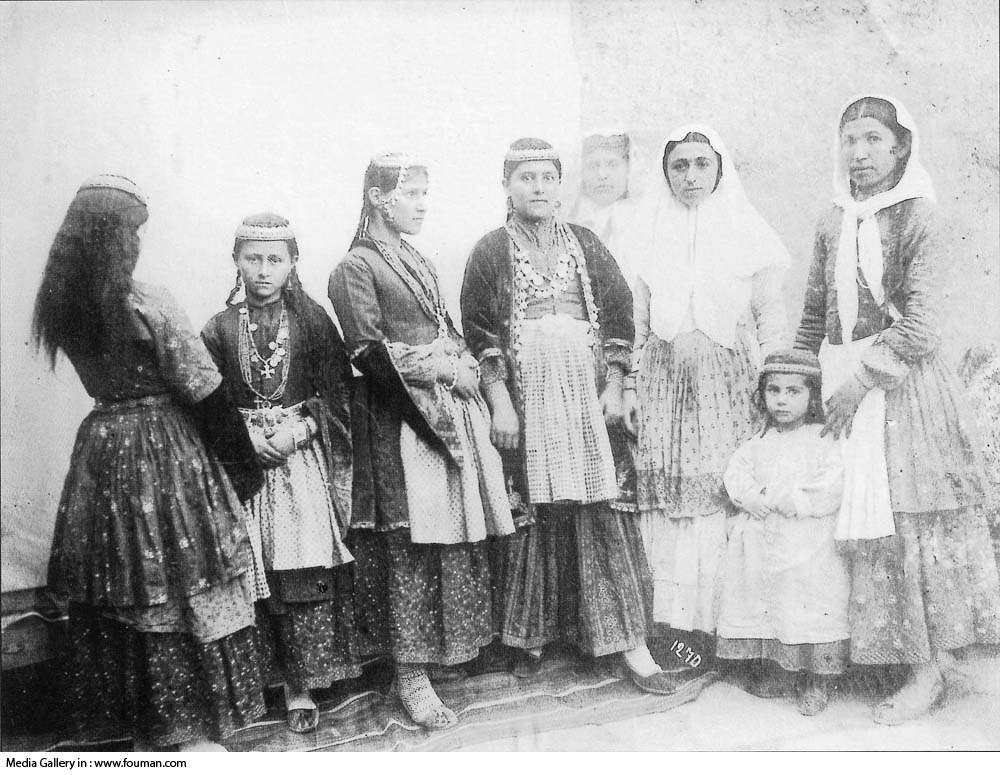
Donne armeno-iraniane nell'era Qajar

Armenia e Iran condividono ampi legami turistici. A partire dal 2014, i turisti iraniani ammontavano al 7% del numero totale di turisti stranieri in visita in Armenia.
Nel 2014 le due nazioni hanno già annunciato l'intenzione di firmare un memorandum sulla cooperazione nel campo del turismo.
- Capo del dipartimento del turismo presso il ministero dell'Economia dell'Armenia Mekhak Apresyan, luglio 2014.

## Legami culturali

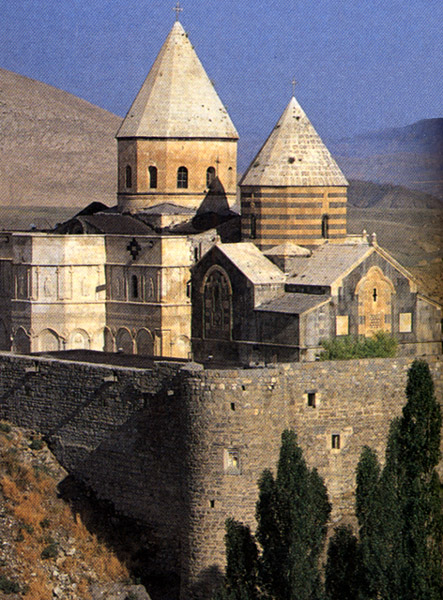
Monastero di San Taddeo, o "Kara Kelissa", provincia dell'Azerbaigian Occidentale. Alcuni ritengono che sia stato costruito per la prima volta nel 66 d.C. da Giuda Taddeo. Fa parte del "complesso monastico armeno" dell'Iran dell'UNESCO.

Il partico iraniano e il persiano hanno avuto un enorme impatto lessicale e di vocabolario sulla lingua armena. Infatti, alla fine del XIX secolo i linguisti cercarono di classificare erroneamente l'armeno come lingua iranica.

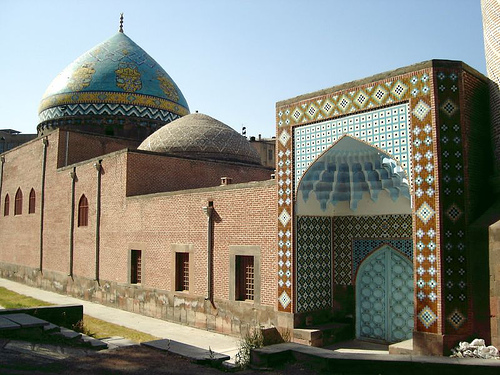
Moschea Blu, Yerevan, costruita durante il dominio iraniano sull'Armenia nel XVIII secolo.

L'addetto culturale iraniano in Armenia, Reza Atufi, ha annunciato che i due paesi hanno raggiunto un accordo preliminare per realizzare una serie televisiva congiunta. Ha detto che la joint venture rappresenterà la vita sociale e culturale dell'Iran e dell'Armenia e amplierà i legami cinematografici tra i due paesi.
Diversi monasteri e chiese armeni iraniani millenari o secolari nella nazione sono stati iscritti da diversi anni (dal 2008) nella lista del patrimonio mondiale dell'UNESCO, sotto il nome di "Complessi monastici armeni in Iran".

### Iraniano-armeni
La diaspora armena in Iran è una delle comunità armene più grandi e antiche del mondo, nonché la più grande del Medio Oriente . Sebbene gli armeni abbiano una lunga storia di interazione e di precedenti intrecci socio-culturali con la Persia/Iran, la comunità armena iraniana è emersa quando Shah Abbas ha trasferito centinaia di migliaia di armeni dal Nakhichevan, a quel tempo alla frontiera con il vicino Impero ottomano rivaleggiante, in un'area di Isfahan chiamata Niova Julfa all'inizio del XVII secolo, che era stata creata per diventare un quartiere armeno. L'Iran ha subito riconosciuto la destrezza degli armeni nel commercio. La comunità è diventata attiva nello sviluppo culturale ed economico dell'Iran.
La restante minoranza armena nella Repubblica Islamica dell'Iran è ancora la più grande comunità cristiana del Paese, davanti agli assiri. Gli armeni rimangono la minoranza religiosa più forte in Iran. Sono nominati in due seggi nel parlamento iraniano (all'interno del ramo delle minoranze religiose) e sono l'unica minoranza con lo status ufficiale di osservatori nel Consiglio dei Guardiani e Consiglio per il Discernimento. Attualmente in Iran sono rimasti circa 150.000 - 300.000 armeni, la metà dei quali vive nell'area di Teheran. Un quarto vive a Isfahan e l'altro è concentrato nell'Iran nordoccidentale o nell'Azerbaigian iraniano. La maggior parte degli armeni vive nei sobborghi di Teheran, in particolare Narmak, Majidiyeh, Nadershah, ecc.